# CamelCase

A camel case-stílus rajzos illusztrációja

A CamelCase összetartozó szavak írásának módja. Az elemek szóköz nélkül kerülnek egymás mellé úgy, hogy minden egyes elem kezdőbetűjét nagy betűvel írják. Az első elem kezdőbetűje lehet kis- vagy nagybetű is. Programozásban Pascal case néven illetik a nagy kezdőbetűs alakot és camel case néven a kis kezdőbetűs alakot.

## CamelCase wikirendszerekben
A CamelCase-t számos wikirendszerben oldalak közötti hivatkozások automatikus létrehozására használják. Ha a szerkesztő egy szót ÍgyÍrBe, akkor a rendszer automatikusan vagy a már létező címszóra mutató linket hoz létre, vagy ha még nincs ilyen című bejegyzés, akkor közvetlenül lehetővé teszi annak létrehozását (legtöbbször a szó mellett megjelenített klikkelhető kérdőjellel jelezve). Ritka ugyanis az, hogy egy szó közepén nagy betű forduljon elő, és ezért használható jól a hivatkozásképző szándék jelzésére.
Mivel a magyar agglutináló nyelv, ezért a természetes szövegben sűrűn előforduló ragozott alakok miatt sokszor csak az alternatív hivatkozásképző módszerekre hagyatkozhatunk, mint például az egyszeres vagy többszörös szögletes zárójelbe tétel. Például a WikiSzó többes számba tételével már WikiSzók lesz, ami már egy másik szócikket jelent.
A Wikipédián rövid ideig, az UseModWiki használata idején alkalmazták, ezt 2001. február 19-én felváltotta a két szögletes zárójeles történő ún. szabad hivatkozás.